# Prix Virginia-Parker
Le prix Virginia-Parker est une récompense musicale attribuée une fois l'an à un jeune musicien, instrumentiste ou chef d'orchestre de musique classique, pour favoriser sa carrière professionnelle. Pour être admissible au prix, le candidat doit déjà avoir bénéficié d'une subvention du Conseil des arts du Canada à la suite de la décision d'un jury.

## Lauréats
- 1984 - Jon Kimura Parker, pianiste
- 1985 - Sophie Rolland, violoncelliste
- 1986 - Sandra Graham, soprano
- 1987 - Gilles Auger, chef d'orchestre
- 1988 - James E. Kimura Parker, pianiste
- 1989 - Marc-André Hamelin, pianiste
- 1990 - Nancy Argenta, soprano
- 1991 - Michael Schade, ténor
- 1992 - Corey Cerovsek, violoniste
- 1993 - Martin Beaver, violoniste
- 1994 - Scott St. John, violoniste
- 1995 - Karina Gauvin, soprano
- 1996 - Alain Trudel, tromboniste
- 1997 - James Ehnes, violoniste
- 1998 - Richard Raymond, pianiste
- 1999 - Lucille Chung, pianiste
- 2000 - Yannick Nézet-Séguin, chef d'orchestre
- 2001 - Marie-Nicole Lemieux, contralto
- 2002 - Stewart Goodyear, pianiste
- 2003 - Julie-Anne Derome, violoniste
- 2004 - Jasper Wood, violoniste
- 2005 - Isabel Bayrakdarian, soprano
- 2006 - Shannon Mercer, soprano
- 2007 - David Jalbert, pianiste
- 2008 - Jean-Philippe Sylvestre, pianiste
- 2009 - Wallace Halladay, saxophoniste
- 2010 - Alexandre Da Costa, violoniste
- 2011 - Kaori Yamagami, violoncelliste
- 2012 - Daniel Cabena, contre-ténor
- 2013 - Layla Claire, soprano
- 2014 - Caroline Cole, harpiste
- 2015 - Yolanda Bruno, violoniste
- 2016 - Mira E. Benjamin, violoniste
- 2017 - Vanessa Roussel, violoncelliste
- 2018 - Blake Pouliot, violoniste
- 2019 - Stéphane Tétreault, violoncelliste
- 2020 - Jordan de Souza, chef d'orchestre
- 2021 - Cameron Crozman, violoncelliste
- 2022 - Naomi Woo, cheffe d'orchestre et pianiste
- 2023 - Bryan Cheng, violoncelliste
- 2024 - Michael Bridge, accordéoniste